# Сельское поселение посёлок Мадаун
Се́льское поселе́ние «посёлок Мадаун» — упразднённое муниципальное образование в Тенькинском районе Магаданской области Российской Федерации.
Административный центр — посёлок Мадаун.

## История
Законом Магаданской области от 28 декабря 2004 года № 512-ОЗ, в составе муниципального образования «Тенькинский район» было образовано городское поселение «посёлок Мадаун».
Законом Магаданской области от 9 февраля 2006 года № 679-ОЗ, городское поселение «посёлок Мадаун» преобразовано в сельское поселение «посёлок Мадаун».
Законом Магаданской области от 8 апреля 2015 года № 1887-ОЗ, 1 мая 2015 года городское поселение «посёлок Усть-Омчуг», сельские поселения «посёлок Омчак», «посёлок им. Гастелло» и «посёлок Мадаун» объединены в муниципальное образование «Тенькинский городской округ» с административным центром в посёлке Усть-Омчуг.

## Население
| 2010 | 2012 | 2013 | 2014 | 2015 |
| ---- | ---- | ---- | ---- | ---- |
| 216  | ↘195 | ↘174 | ↘153 | ↘139 |

## Состав сельского поселения
| № | Населённый пункт | Тип населённого пункта          | Население |
| - | ---------------- | ------------------------------- | --------- |
| 1 | Мадаун           | посёлок, административный центр | ↗82       |